# 立石鐵臣

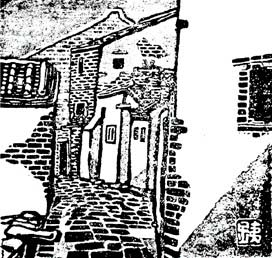
立石鐵臣所見鹿港名巷「金盛巷」。原載於《民俗台灣》10號（1942年4月）

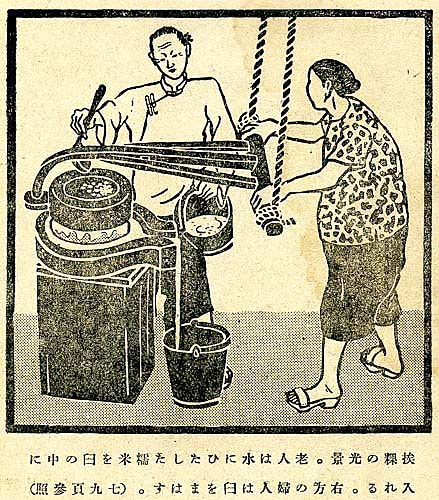
立石鐵臣所作 「挨粿（E-kué）的光景」。原載於《台灣の家庭生活》（1944年）

立石鐵臣（日语：／ Tateishi Tetsuomi，1905年3月11日—1980年4月9日），生於日治台灣台北州台北市，灣生，畫家，為「台陽美術協會」其中一位的發起人。

## 生平

### 出生
1905年3月11日，立石鐵臣出生於日治臺灣臺北州臺北市城內區，為父親立石義雄與母親芙美的第五個孩子。父親立石義雄是由時任台灣總督府民政長官後藤新平招聘來台，擔任財務局事務官，後擔任臺灣瓦斯株式會社經理。1911年，6歲的立石鐵臣進入台北市立第二小學校（後改為旭小學校、現東門國民小學）就讀，1913年，由於父親轉往日本內地任職，因此進入東京日野尋常高等小學校就讀。後轉居鎌倉。

### 繪畫生涯的起步
1921年，16歲的立石鐵臣向日本畫家川端玉章的女婿跡部青瀾學習繪畫。從日本畫開始繪畫生涯的立石鐵臣，學習「円山四条派」的寫實表現以及手法，並在橫濱以及鎌倉的展覽會，曾有七件作品展出。此時期的立石鐵臣雅號為「立石青玄」。
1926年，立石鐵臣從日本畫轉向學習洋畫，此時期剛好洋畫家岸田劉生遷居鎌倉，因此立石鐵臣得以向岸田學習洋畫。不過，1929年岸田劉生因病逝世，立石鐵臣前往東京的龍土町，接受梅原龍三郎的指導，並參加「國畫會展」。師事梅原龍三郎的立石鐵臣於1930年即入選了「第七回槐樹社展」以及「第二回聖德太子奉贊展」。並於1931、32年，立石鐵臣連續兩年獲得「國畫獎學賞」。
1933年，立石鐵臣在梅原龍三郎的建議下短暫回到台灣，在台灣三個月的旅途中，居住在任職於台北放送局的兄長立石成孚的住處，並於台灣寫生。3月25、26兩日，立石鐵臣於台北的朝日小會館舉辦個展，展出五十件以上的作品。

### 遷居台灣
1934年7月，立石鐵臣遷居台灣，並在顏水龍的邀請下，成為「臺陽美術協會」的創始成員。創始成員有陳澄波、顏水龍、楊三郎、廖繼春、李梅樹、陳清汾、李石樵，加上立石鐵臣共計八人，立石鐵臣為其中唯一在台日本人畫家。同年，立石鐵臣第一次參加台灣官辦美術展覽會──第八回台灣美術展覽會（台展），並以〈大稻埕〉一幅獲得「台日賞」的殊榮。此後每年的台展以及後繼的府展，立石鐵臣每年皆有參與，並陸續獲得特選、台展賞、推選、推薦等獎項。
立石鐵臣於1935年春天的第一回台陽展展出了9件作品。然而於同年7月，立石鐵臣退出台陽美術協會。而在台灣期間，立石鐵臣亦結識了時任台灣日日新報文藝部長的西川滿，兩人與古川義光、福井敬一、大瀨紗香慧、野村田鶴子、室谷早子、宮田彌太郎等人成立了「創作版畫會」。7月舉行了第一回創作版畫展。同時，立石鐵臣也為西川滿主宰的《媽祖》進行版畫設計。
1936年3月14、15兩日，立石鐵臣於台北京町朝日寮舉辦「告別洋畫個展」，隨後離開台灣，前往東京。

### 戰前東京時期
抵達東京的立石鐵臣開始在《台灣日日新報》連載自己於東京的見聞。5月12日與13日刊載〈華麗島への畫信〉上下兩篇。6月17日起，連載〈新版　東京圖繪十景〉總計十回。
1936年9月，東京新宿的天城畫廊舉辦「第一回各派選拔新人連續個人展覽會」，梅原龍三郎推薦下，立石鐵臣代表「國畫會」展出，其他尚有「春陽會」原精一、「獨立」森芳雄、「二科會」長谷川利行。同年7月，推測因為梅原與福島繁太郎是好友，因此立石鐵臣開始住在藝評家福島繁太郎家中，幫忙福島繁太郎管理巴黎派畫作收藏品。

### 再次赴台
1939年，在臺北帝國大學理農學部教授素木得一的邀請之下，立石鐵臣再次來到台灣，進入理農學部擔任囑託。主要工作是進行標本畫的製作。同時，也為西川滿日孝山房出版的《七娘媽生》（黃鳳姿著）、《梨花夫人》（西川滿著）進行裝幀。
1941年7月，金關丈夫、須藤利一、岡田謙、萬造寺龍（即台灣總督府圖書館館長山中樵之弟「山中登」）、陳紹馨與黃得時創立《民俗台灣》。立石鐵臣負責其封面以及插畫，並在《民俗台灣》中連載〈台灣民俗圖繪〉。同年，與臺北帝國大學助教授工藤好美的妹妹──工藤壽美結婚。1942年，立石鐵臣辭去了臺北帝國大學的工作，進入東都書籍（《民俗台灣》的發行所）擔任編輯。1944年8月，因應時局應召入伍，駐守花蓮港。

### 終戰與留用
1945年8月日本戰敗，立石鐵臣以「日僑」身分受到留用。除了任職於東都書籍，也在台北師範學校教授繪畫。後歷任國立台灣大學醫學部技佐、台灣省立編譯館技佐。1947年6月，與國分直一同樣擔任台灣大學南洋史學研究室講師。
此時期立石鐵臣亦結識版畫家黃榮燦、楊英風等人。不過由於中華民國政府決定遣返所有在台日本人，因此1948年12月5日立石鐵臣引揚回到日本。

### 引揚後日本時期
引揚後的立石鐵臣與香月泰男、福井敬一等人成立「型生派美術協會」，戰後初期，立石鐵臣的作品因為時局關係，多呈現超現實的風格，如〈流木〉、〈虛空〉等。而後立石鐵臣也將自己繪製標本畫時的細密畫法運用在作品當中。
1962年，立石鐵臣完成《台灣畫冊》，獻給福島繁太郎的遺族。1965年的「素描著彩．追憶之島」個展，展出內容與《台灣畫冊》差異不大。
在《台灣畫冊》中，立石鐵臣曾畫出引揚時的景象，並寫下：

吾愛臺灣
 
昭和二十三年（1948）十二月五日，我離開臺灣。僅留下極少數留用日本人，幾乎都坐了最後的遣送船歸國。像海盜船的兩檣帆船的日本訓練船。
 
來送行的臺灣人擠滿了基隆碼頭。船始動，從碼頭傳來日語的「螢之光」大合唱歌聲。日語於當時不可在公開場合使用。大家以不管它的表情，由衷唱出的樣子。
 
汽船二艘追隨我們的船，離開碼頭相當遠的時候，取出日章旗揮動。（這是）對日人的愛情與對從大陸來臺的同族人的反抗表現吧。
 
吾愛臺灣
 
吾愛臺灣
 
──立石鐵臣《台灣畫冊》（張良澤譯）

其中三句的「吾愛臺灣」顯示出了「灣生」立石鐵臣對於台灣的眷戀。
對於戰後立石鐵臣的畫夜，直到其逝世為止幾乎每年皆參與國展。並且於1978年，與其子立石雅夫共著《細密畫描法》一書。
1979年在王詩琅的介紹，以及池田敏雄的牽線下，《雄獅美術》發行人李賢文於東京池袋和立石鐵臣見面。為戰後第一位採訪立石鐵臣的台灣文化媒體人。隔年1980年3月，《雄獅美術》製作「立石鐵臣特輯」，刊出不久，4月9日，立石鐵臣即因肺腺癌病逝，享壽七十五歲。但由池田敏雄轉達，立石鐵臣對於此次特輯製作十分滿意。

### 其後展覽以及作品
1996年9月，台北縣立文化中心舉辦的立石鐵臣紀念畫展，並出版《立石鐵臣：臺灣畫冊》。2004年，由雄獅美術出版邱函妮《灣生．風土．立石鐵臣》一書，為台灣第一本研究立石鐵臣的專著，該書封面使用1950年立石鐵臣繪製的〈虛空〉。
2015年，由郭亮吟、藤田修平共同導演的紀錄片《灣生畫家－立石鐵臣》完成。該片製作契機為黃明川邀請郭亮吟製作關於立石鐵臣的紀錄片， 其內容訪問了立石鐵臣妻子立石壽美，以及兒子立石光夫、立石雅夫，並請孫女立石彩子擔任該片旁白。並且獲得了「2016 TIDF觀眾票選獎」。
同年，5月12日至30日，於東京泰明畫廊舉辦「立石鐵臣展──生誕110周年──」。2016年，則於府中市美術館開辦「麗しき故郷「台湾」に捧ぐ──立石鐵臣展」。2017年，位於台北三峽的李梅樹紀念館，舉辦「灣生畫家」立石鐵臣特展，並邀請立石鐵臣長子立石光夫與藏書家黃震南進行演講。

## 略年譜

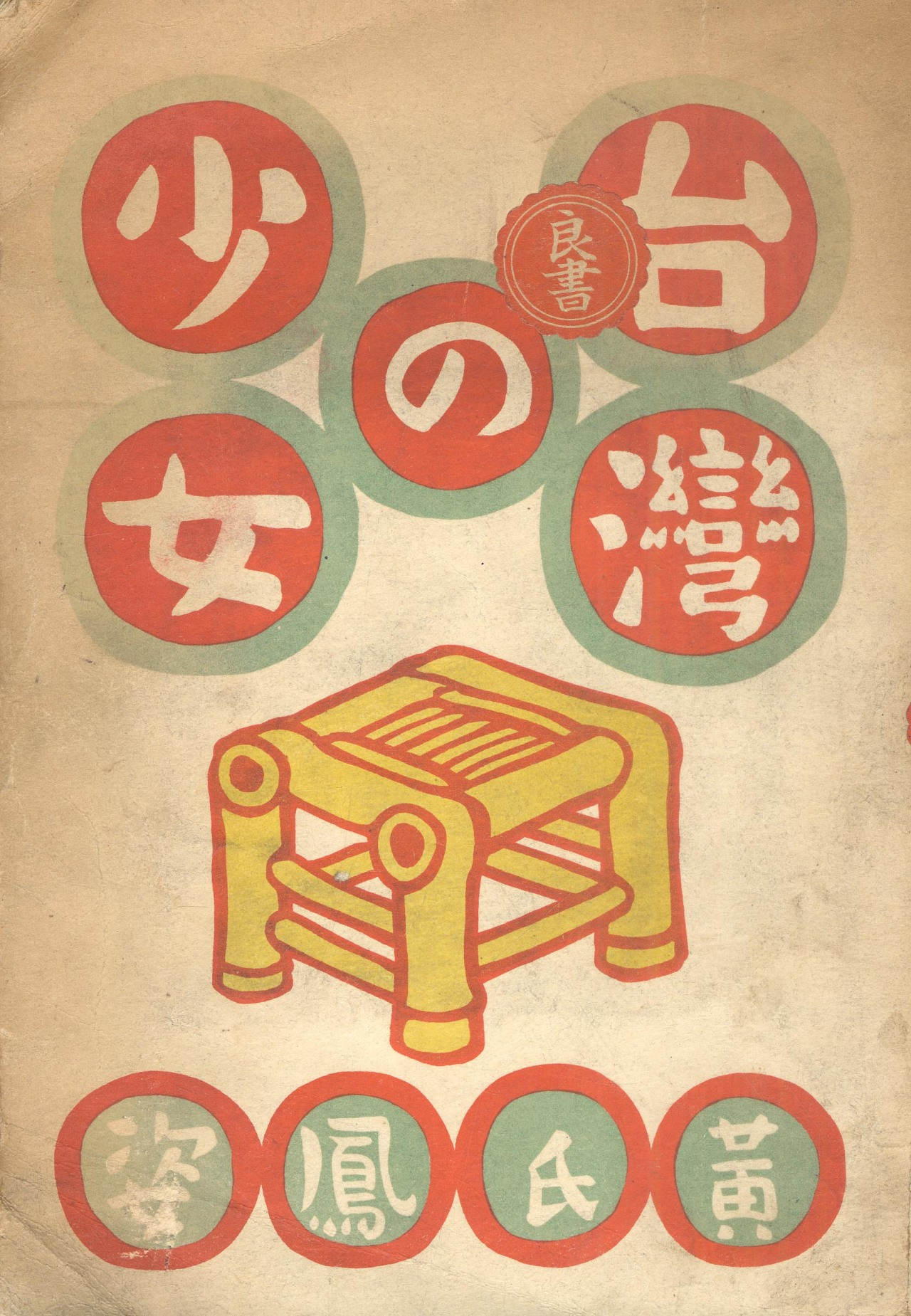
立石鐵臣所作《台灣の少女》封面設計

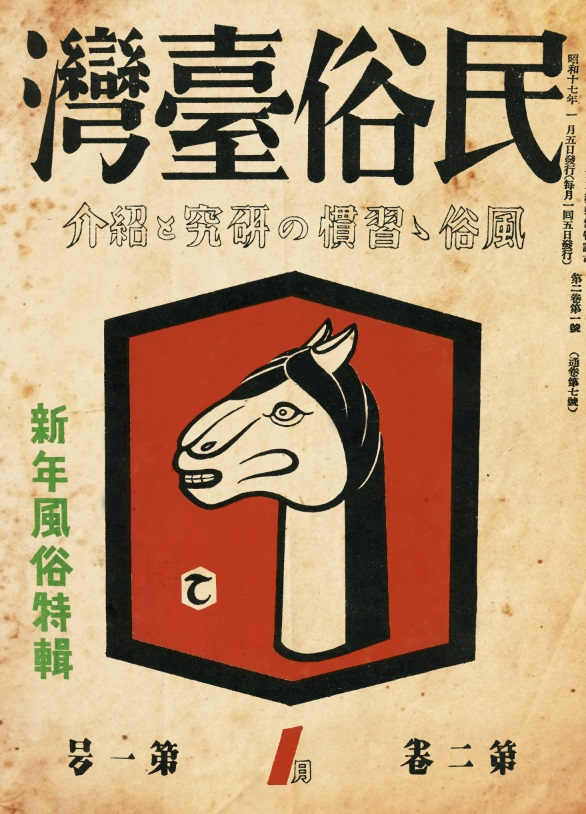
立石鐵臣所作《民俗台灣》封面設計

## 略年譜[25]
| 1905年（明治38年）000000000000000000 | 3月11日，生於臺北城內區東門街（今台北市凱達格蘭大道）。 |
| 1911年（明治44年）                   | 4月，立石鐵臣進入臺北市第二小學校（旭小學校）就讀。 |
| 1913年（大正2年）                    | 隨父親調職而舉家返回日本，轉學至東京的日野小學校。 |
| 1917年（大正6年）                    | 4月，入明治學院中學部。 |
| 1921年（大正10年）                   | 追隨円山四條派的老師學習日本畫，該派的繪畫技法乃是以寫生和粉本臨摹為基礎。 |
| 1926年（大正15年）                   | 受岸田劉生的影響而開啟對後期印象派的興趣，踏上學習油畫的道路。 |
| 1929年（昭和4年）                    | 因為岸田病逝而轉向梅原龍三郎學畫。從十六歲習畫以來，立石鐵臣在十餘年間多次入選國畫會展、槐樹社展等展覽，傑出的作品包括「樹間」、「春小景」、「五月風景」、「海邊」、「郊外」等以風景為主題的油畫。 |
| 1933年（昭和8年）                    | 二十八歲的立石鐵臣來臺寫生、舉行畫展，停留三個月即返回日本，並以在臺創作的「萬華」、「多雲日子的河岸」、「山丘小鎮淡水」、「植物園之春」等作品入選日本國畫會展，受推薦為該會會員。 |
| 1934年（昭和9年）                    | 7月至1936年3月，立石鐵臣再次旅居臺灣。期間曾受顏水龍之邀，於1934年9月加入「臺陽美術協會」的創會陣容，後來在1935年7月退出該會。 |
| 1935年（昭和10年）                   | 立石鐵臣與西川滿等人成立「版畫創作會」，蒐集、創作與臺灣鄉土民俗有關的版畫作品，並發表同人雜誌《媽祖》。 |
| 1936年（昭和11年）                   | 立石鐵臣負責《媽祖》第二卷第二期封面版畫，這是他最早的書籍裝禎作品；在臺舉行「告別洋畫個展」後，立石鐵臣返回東京，住在藝評家福島繁太郎家中，為福島管理歐洲近代畫作收藏品。 |
| 1937年（昭和12年）                   | 為西川滿的《亞片》設計封面。在油畫創作方面，除了持續參加國畫會展之外，立石鐵臣也參加臺展、臺陽會展，此時期的主要作品有：「大稻埕」、「竹筏風景」、「赤光」、「原野與甘蔗田」等。 |
| 1939年（昭和14年）                   | 10月底，立石鐵臣獲臺北帝國大學理農學部部長素木得一教授的聘請，赴臺從事繪製昆蟲標本的工作。描繪標本細密畫之餘，立石鐵臣仍致力於油畫、版畫的創作，並撰寫美術評論，此時期的重要油畫作品包括：「濱風」、「砂丘」、「堊」、「夕雲」、「林投」、「壁‧道‧雲」。 |
| 1940年（昭和15年）                   | 立石鐵臣為黃鳳姿的《七娘媽生》和《七爺八爺》、西川滿的《梨花夫人》和《華麗島頌歌》、中山省三郎的《羊城新鈔》設計封面並負責書籍裝禎。 |
| 1941年（昭和16年）                   | 與臺北帝國大學教授工藤好美的妹妹工藤壽美結婚。並設計了西川滿《採蓮花歌》的封面，也陸續為《民俗臺灣》繪製封面及插畫、更在該刊開闢圖文並茂的「臺灣民俗圖繪」專欄，同時在《臺灣日日新報》、《臺灣時報》、《文藝臺灣》等報刊發表美術評論、隨筆或插畫、封面畫等等。 |
| 1942年（昭和17年）                   | 4月辭去臺北帝國大學的工作，轉而擔任東都書籍公司的編輯，負責《民俗臺灣》雜誌的編務，並陸續為西川滿《赤崁記》、西川滿和池田敏雄合編的《華麗島民話集》、池田敏雄等人合著的《臺灣文學集》、黃鳳姿《臺灣的少女》、楊雲萍的詩集《山河》等書籍設計封面裝禎。 |
| 1943年（昭和18年）                   | 8至9月，應臺灣總督府文教局的指示，與金關丈夫共同進行環島一周的民藝調查，9月發表〈生活工藝品的反省〉。 |
| 1944年（昭和19年）                   | 7月，池田敏雄入伍，金關丈夫、立石鐵臣接掌《民俗臺灣》編務，立石鐵臣還為池田敏雄《臺灣的家庭生活》一書校對文稿、撰寫後記、提供圖繪；同年8月，立石鐵臣應徵召入伍，隨軍隊駐紮於花蓮港，這段從軍經驗後來也成為《臺灣畫冊》的題材之一。 |
| 1945年（昭和20年）                   | 第二次世界大戰結束後，中華民國接收台灣，立石鐵臣以日僑的身分被中華民國政府留用，擔任東都書籍編輯、臺北師範學校美術教師。1940年代初期，立石鐵臣的工作重心集中於支應學術研究所需的標本細密畫，油畫作品僅有「蓮池日輪」及「正午雲」；這段時期的立石鐵臣大力投入民俗藝術、書籍裝禎方面的創作，先後爲《民俗臺灣》製作三十七幅封面、四十五幅「臺灣民俗圖繪」專欄的版畫作品、以及兩百多幅小插畫，作品質精量豐，是該刊美術編輯上的靈魂人物。 |
| 1946年（昭和21年）                   | 辭去師範學校教職，轉任省立編譯館技佐。 |
| 1947年（昭和22年）                   | 5月，轉任臺大史學系南洋史學研究室講師，並管理史地圖錄室。1948年9月，立石鐵臣的〈臺灣原住民族工藝圖譜〉連載於《公論報》；10月，為臺灣省博覽會繪製「臺灣先史時代人生活復原圖」；12月，立石鐵臣帶著家人返回日本。 |
| 1948年（昭和23年）                   | 12月返回日本，立石鐵臣除了持續油畫創作之外，也將細密畫的技巧糅合於油畫當中，呈現超現實主義的風格。 |
| 1949年（昭和24年）                   | 至1979年，立石鐵臣幾乎年年參加國畫會展。 |
| 1950年（昭和25年）                   | 9月，立石鐵臣與國畫會同人香月泰男、福井敬一、須田剋太等組成「型生派美術家協會」。 |
| 1962年（昭和37年）                   | 爲紀念有知遇之恩的藝評家福島繁太郎，以「臺灣民俗圖繪」為底本的《臺灣畫冊》付梓。 |
| 1965年（昭和40年）                   | 舉辦「素描著彩，追憶之島」個展，展出以臺灣風物為主題的素描、淡彩作品。 |
| 1969年（昭和44年）                   | 擔任美學校細密畫工房講師 |
| 1978年（昭和53年）                   | 出版與次子立石雅夫合著的《細密畫描法》（美術出版社）。 |
| 1980年（昭和55年）                   | 4月9日，因肺腺癌病逝，享壽七十五歲。 |

## 著書
- 《台灣畫冊》（1962年）
- 《細密画描法 : 細密画の学び方、技法、展開、系譜（新技法シリーズ）》（東京：美術出版社，1978年2月）（立石鐵臣、立石雅夫共著）。中譯本《細密畫描法：基本技法與創作》，（台北：五陵，1983年）。

## 紀錄片
- 郭亮吟、藤田修平，《灣生畫家－立石鐵臣》（2015年），59分鐘。（2016 TIDF觀眾票選獎）[27]

## 相關研究
- 李賢文，〈為臺灣民俗記錄的立石鐵臣〉《雄獅美術》109期（1980年3月），頁102-125。
- 莊柏和，〈立石鐵臣筆下的臺灣風物〉，《雄獅美術》189期（1986年11月），頁80-88。
- 簡明輝執行編輯，《立石鐵臣：臺灣畫冊》（台北：北縣文化，1996年9月）。
- 謝里法，〈把愛笨笨地刻在木頭上──立石鐵臣木刻版畫展觀後感〉，《現代美術》68號（1996年10月），頁54-55。
- 邱豔紅，〈從「民俗臺灣」與「臺灣畫冊」──看立石鐵臣〉，《臺灣文學評論》3卷2號（2003年4月），頁84-105。
- 林莊生，〈立石鐵臣的插圖藝術〉，《臺灣文學評論》3卷4號（2003年10月），頁177-183。
- 邱函妮，《灣生．風土．立石鐵臣》（台北：雄獅美術，2004年8月）。
- 洪千鶴，《畫家的左手：日治時期台灣創作版畫研究》（台北：國立臺灣大學藝術史研究所碩士學位論文，2004年）。
- 陳瑋婷，〈插畫與油畫之間：立石鐵臣科學細密畫之研究〉，《議藝份子》29期 （2017年9月），頁30-46。
- 森美根子，《語られなかった日本人画家たちの真実―日本統治時代台湾》（東京：産經新聞出版，2018年1月）。
- 陳譽仁，〈立石鐵臣的民俗台灣〉，《薰風》第6期（2018年4月）。
- 邱雅芳，〈立石鐵臣的考現臺灣：以《民俗臺灣》作為分析場域〉，《台灣風物》69卷1期（2019年3月）頁105-144。
- 陳瑋婷，《日臺近代博物圖的發展與立石鐵臣(1905-1980)的「細密畫」》（台北：國立臺灣師範大學藝術史研究所碩士學位論文，2020年）。

## 台灣官辦展覽會入選紀錄
- 1934年　第八回台灣美術展覽會西洋畫部　〈大稻埕〉【台日賞】
- 1935年　第九回台灣美術展覽會西洋畫部　〈赤光〉【特選、台展賞】
- 1936年　第十回台灣美術展覽會西洋畫部　〈海邊の家〉【特選、台展賞】
- 1938年　第一回台灣總督府美術展覽會西洋畫部　〈海はるか〉【無鑑查】
- 1939年　第二回台灣總督府美術展覽會西洋畫部　〈濱風〉【特選、推選】
- 1940年　第三回台灣總督府美術展覽會西洋畫部　〈夕雲〉
- 1941年　第四回台灣總督府美術展覽會西洋畫部　〈壁、道、雲〉
- 1942年　第五回台灣總督府美術展覽會西洋畫部　〈蓮池日輪〉【推薦】
- 1943年　第五回台灣總督府美術展覽會西洋畫部　〈真晝雲〉【推薦】

## 外部連結
- 鄉愁之味──立石鐵臣 （页面存档备份，存于）
- 【人心人術】「灣生畫家」立石鐵臣：台灣是天堂！吾愛台灣！ （页面存档备份，存于）
- 灣生畫家筆下的台灣之美：立石鐵臣與他的民俗版畫 （页面存档备份，存于）
- 立石鐵臣 （页面存档备份，存于）
- 立石鐵臣的民俗台灣 （页面存档备份，存于）
- 美麗的故鄉，臺灣——灣生畫家・立石鐵臣 （页面存档备份，存于）
- 跨越戰爭的畫筆：《灣生畫家立石鐵臣》 （页面存档备份，存于）
- 【名單之後】科學的民俗觀察──立石鐵臣與《日食龍山寺》 （页面存档备份，存于）
- 吾愛臺灣：立石鐵臣《臺灣畫冊》 （页面存档备份，存于）